# YannyかLaurelか
YannyかLaurelか（ヤニーかローレルか、英語: Yanny or Laurel）は2018年5月にインターネット上で話題になった音声クリップであり、人によって全く違う2つの単語に聞こえる。Twitter上のアンケートによると、この録音を聞いた約50万人のうち、53%は「Laurel」(/ˈlɔːrəl/, /ˈlɒrəl/)に聞こえると答え、47%は「Yanny」(/ˈjæni/)に聞こえると答えた。

## 背景
この音声クリップは2007年にvocabulary.comで「Laurel」という単語の発音例として掲載されたもので、ナレーターはオペラ歌手のジェイ・オーブリー・ジョーンズである。Vocabulary.comでの発音例は国際音声記号に則り強く発音する必要があるため、多言語で歌唱する機会が多く、国際音声記号の正しい読み方が分かるオペラ歌手が選ばれた。
この現象はアトランタ付近にあるフラアリー・ブランチ高校の新入生、15歳のケーティー・ヘッツェルによって発見された。彼女はネットで「Laurel」を調べた時、発音例は「Yanny」にしか聞こえてなかったため、2018年5月11日にこのクリップをInstagramに掲載し、翌日に彼女の友人によってRedditに転載されてから人気を博し始めた。さらに、その後にYouTuberのクロエ・フェルドマンによってTwitterに転載された。

## 大衆文化
エレン・デジェネレス、スティーブン・キング、クリシー・ティーゲンなどの著名人はこの錯覚についてコメントした。また、この2つの単語に類似した名前を持つヤニーとローレル・ハロもコメントした。ホワイトハウスのTwitterアカウントであげたビデオでは、ドナルド・トランプは「私はCOVFEFEに聞こえた」という冗談を言った。
ガーディアンによると、このクリップは2015年のThe dress以来、ネット上で最も論争を呼ぶミームである。このクリップが話題となった数日後、Vocabulary.comは別途「Yanny」という単語を追加し、その音声クリップは「Laurel」と同じものを使用している。この単語「Yanny」の定義は今回のインターネット・ミームを説明しており、「最低でも24時間はインターネットを騒がすもの」等と説明されている。

## 科学的分析
ミネソタ大学の音声学教授であるベンジャミン・ムンソンはこのクリップについて、「Yanny」が高周波数域で聞こえ、「Laurel」が低周波数域で聞こえると解釈した。高周波音が聞こえにくい高齢者ほど「Laurel」と聞こえる傾向がある。ボストン眼科耳科病院の主任聴覚士、ケビン・フランクはこのクリップをネッカーの立方体に例え、「知覚的境界」にあると話した。シドニー大学心理学部教授のデービッド・アレイスもこのクリップをネッカーの立方体とルビンの壺に例え、「知覚的曖昧な刺激」と評した。アリゾナ大学の言語学・音声学教授のブラッド・ストーリーは、今回の議論は低品質な録音に起因すると論じた。
また、このクリップのピッチを変化させることによって、同じ聴者が異なる単語に聞こえたと報告することもある。これはニューヨーク・タイムズが発表したツールで確認できる。